# Gonomyia lemniscata
Gonomyia lemniscata är en tvåvingeart som beskrevs av Alexander 1931. Gonomyia lemniscata ingår i släktet Gonomyia och familjen småharkrankar. Inga underarter finns listade i Catalogue of Life.